# Bob McCay

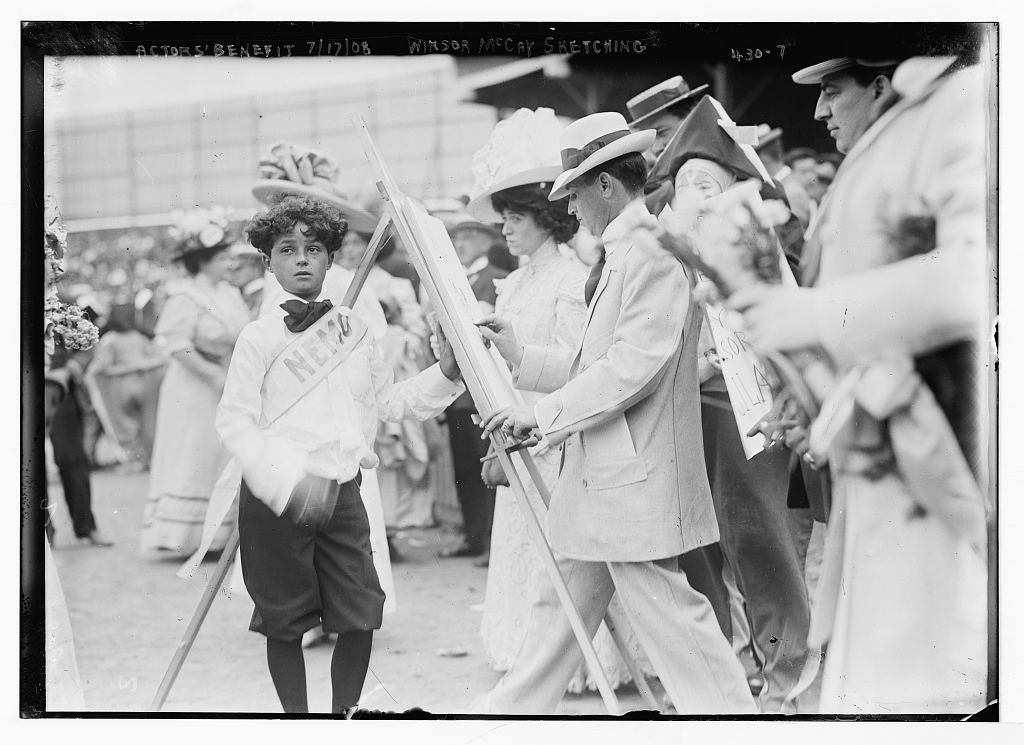
Escena dActors Benefit for Children Crippled, de Winsor McCay, 1908.

Robert Winsor McCay (21 de juny de 1896 - 21 d'abril de 1962) va ser un dibuixant estatunidenc durant l'edat d'or dels còmics. Va treballar professionalment amb els noms de R. Winsor McCay, Winsor McCay Jr. i Bob McCay. Era fill del dibuixant i animador Winsor McCay.

## Primers anys de vida
Robert McCay va néixer de Winsor i Maude McCay el 21 de juny de 1896. L'any següent va néixer la seva germana, Marion. El 1903 Winsor va traslladar la família de Cincinnati a Nova York per treballar per al New York Herald. Bob es va matricular a l'Escola Secundària Erasmus però no s'havia graduat quan la va deixar als 17 anys.
Als 19 anys, McCay es va inscriure com a estudiant d'art al Pratt Institute quan ell i el seu amic William “Thorp” Adams es van allistar a la Guàrdia Nacional de Nova York, 1ª cavalleria de Nova York. Van ser estacionats a Texas com a part de la patrulla fronterera durant l'expedició Pancho Villa. Després de la retirada el 1917, els dos homes van ser donats de baixa i van tornar a casa, on Bob es va comprometre amb Theresa "Tedda" Munchausen.
Tres setmanes després del seu alliberament, els Estats Units van entrar a la Primera Guerra Mundial i la 1a Cavalleria, ara sota la 27a Divisió, va cridar els dos homes de nou al servei amb la Força Expedicionària nord-americana. La 27a Divisió va ser enviada al front occidental el 1918 i va participar en l'ofensiva dels Cent Dies que va trencar amb èxit la línia de Hindenburg. Durant aquest període, McCay va ser disparat i gasejat, i finalment va patir un xoc post traumàtic. Pel seu servei, se li va atorgar la Medalla Militar Imperial Britànica i la Creu del Servei Distingit.
Després d'haver assolit el rang de sergent, McCay va tornar a casa i va ser alliberat honorablement a la primavera de 1919, casant-se amb Tedda el 1921. Una filla, Janet, va néixer el 1922, i un fill, Winsor Robert, el 1928.
McCay va treballar com a ajudant d'art per al seu pare, fent tasques d'encàrrec, rotulació i treball de detall en diversos dibuixos. Va rebre crèdit en diverses, incloent una pel·lícula d'animació. Va continuar treballant com a ajudant en diversos projectes fins a la mort del seu pare el 1934.

## Edat d'Or dels Còmics

### Il·lustrador
El 1935, McCay va signar amb King Features Syndicate per produir Nemo a Adventureland, en què apareixien els personatges de l'obra del seu pare Little Nemo com a adults i es va publicar fins al 1936. També va fer dibuixos polítics per al sindicat durant els anys trenta i, de nou, a principis dels anys cinquanta.
El 1937, Harry "A" Chesler va crear un sindicat de diari, contractant McCay per produir una nova versió de Little Nemo, així com una tira diària presentant Impie. La producció va continuar en ambdues després que el sindicat es tanqués el 1938, essent utilitzat en diversos còmics com Cocomalt Comics i Blue Ribbon, publicat per MLJ Publications (més tard Archie Publications). Chesler va tancar la seva botiga (la primera de diverses vegades) cap al 1940. Street i Smith van dirigir Little Nemo el 1942 a Shadow Comics. El 1945, McCay va estar de nou treballant per Chesler, produint Little Nemo a Adventureland per Red Seal i Punch Comics fins al 1947, quan va tancar per última vegada.

### Entintador/colorista
Cap al 1939, McCay va començar a treballar per a DC Comics com a colorista i continuaria fins aproximadament el 1945. Va ser il·lustrador de fons i entintador a l'estudi de Jack Binder, treballant en el personatge de Fawcett Bulletman, i Ajax the Sun Man i Blackstone the Magician de Street & Smith.

## Sindicat de McCay-Richardson
El 1947, McCay va intentar llançar una versió modernitzada del Little Nemo del seu pare i va formar el sindicat de còmic McCay-Richardson amb el distribuïdor Duke Richardson. McCay va prendre els dibuixos originals del seu pare i va retallar fotogrames individuals, enganxant-los perquè s'ajustessin en un format de pàgina sencera, oferint nous diàlegs i colors. El sindicat McCay-Richardson va distribuir aquesta versió aproximadament de març a desembre de 1947.
Finalment, Bob va treballar com a il·lustrador en Ajuts de formació i serveis especials per a Fort Ord, Califòrnia. Va morir de càncer el 21 d'abril de 1962.